# Caerleon Castle
Caerleon Castle ist eine Burgruine in Wales. Die als Scheduled Monument geschützte Ruine ist eine ältesten und größten Burgen vom Typ einer Motte in Südwales. Die Ruine liegt inmitten von Caerleon, das heute ein Stadtteil des westlich gelegenen Newports ist.

## Geschichte
Das walisische Königreich Gwent wurde nach dem Tod des letzten walisischen Königs Caradog ap Gruffydd gegen Ende des 11. Jahrhunderts von den Normannen erobert. Zur Sicherung seiner Herrschaft errichtete Robert de Chandos, der die Region von Owain Wan, dem Sohn von Caradog erobert hatte, um 1085 am Nordufer des River Usk eine Erd- und Holzbefestigung. Nach dem Tod des englischen Königs Heinrich I. wurden Caerleon und das benachbarte Usk Castle während eines walisischen Aufstands von Morgan und Iorwerth ab Owain, den Söhnen Owain Wans erobert. Die Burg wurde Mittelpunkt der walisischen Herrschaft Caerleon. 1171 verlor Iorwerth die Burg an König Heinrich II. und den mit ihm verbündeten Lord Rhys, den walisischen Fürsten von Deheubarth. Ein erster Rückeroberungsversuch Iorwerths im selben Jahr scheiterte, doch bereits 1173 konnte er die Burg zurückerobern. Nachdem Iorwerths Enkel Morgan ap Hywel versucht hatte, die angrenzende Herrschaft Striguil von William Marshal zu erobern, eroberte dieser im Gegenzug 1217 die Burg und ließ sie als steinerne Burg ausbauen. 1231 wurde die Burg während eines Feldzugs von Llywelyn ap Iorwerth von Gwynedd zerstört. William Marshals Sohn Gilbert Marshal musste nach der Rebellion seines Bruders Richard gegen König Heinrich III. 1236 die Burg wieder an Morgan ap Hywel übergeben. Nach dessen Tod 1248 fiel die Burg an Richard de Clare, 5. Earl of Hertford. Nach dem Tod seines Enkels Gilbert fiel die Burg zuerst an dessen Witwe Maud und nach deren Tod 1320 an Gilberts Schwester Elizabeth de Clare. Diese musste die Burg 1322 an ihren Schwager Hugh le Despenser übergeben. Nachdem dieser 1326 als Verräter hingerichtet worden war, fiel die Burg an die Krone. 1402 wurde die Burg von Rhys Gethin, einem Feldherr Owain Glyndŵrs, während dessen Aufstand erobert und zerstört. 1466 wurde William Herbert, 1. Earl of Pembroke zum Konstabler von Usk und Caerleon Castle ernannt. Caerleon Castle verfiel weiter und wurde als Steinbruch genutzt. 1622 wurde die ehemalige Burg vom Earl of Pembroke verpachtet und 1732 an die Pächter verkauft. Die neuen Besitzer errichteten auf dem Gelände der ehemaligen Burg ein Castle House oder The Mynde genanntes Herrenhaus mit einem angrenzenden Garten. Der ehemalige Burghügel wurde in die Gartengestaltung einbezogen, um 1840 wurde der Garten ummauert.
Teile des Geländes der ehemaligen Burganlage sind heute von Straßen durchschnitten und teilweise überbaut.

## Anlage
Von der einst mächtigen Burg sind nur wenige Reste erhalten. Erhalten ist der große, fast 30 m hohe Burghügel, der am Fuß einen Durchmesser von über 60 m, auf dem Gipfel von etwa 25 m hat. Der Burghügel wurde über den Ruinen eines römischen Bades aufgeworfen und war ursprünglich von einem eigenen Graben umgeben. Der Zugang erfolgte durch ein von zwei Türmen gesichertes Tor am Fuß des Hügels. Heute ist der Hügel dicht von Bäumen und Sträuchern umgeben und liegt in einem ummauerten Gelände. Etwa 180 m südwestlich liegt der nach Kategorie Grade II* klassifizierte Hanbury Tower, die Ruine eines im 13. Jahrhundert errichteten Rundturms. Für den Bau des Turmes wurden teilweise Steine des antiken Isca Silurum verwendet. Der Turm gehörte zum südlichen Abschnitt der äußeren Ringmauer, die einst eine Fläche von 150 mal 50 m umfasste. Heute grenzt die Ruine des Turms an einen alten Pub, nach dem er benannt wurde.
Der Großteil des ehemaligen Burggeländes ist heute überbaut. Der ehemalige Burghügel liegt auf Privatgelände, ist aber von der Straße teilweise sichtbar.